# Tina Čeh (violinistka)
Tina Čeh, umetnica
Svojo glasbeno pot kot violinistka je pričela na domači glasbeni šoli Slavka Osterca Ljutomer, nato na Konservatoriju v Mariboru. 
Po uspešno opravljeni maturi je študij nadaljevala na Gustav Mahler Privatuniversität für Musik v Celovcu, Magistrski študij pa na Kraljevem Konservatoriju v Bruslju.
Izpopolnjevala se je pri profesorjih kot so Zoran Milenkovič, Gorjan Košuta, Anna Kandinskaia, Taim Haub, Ivry Gitlis, Dora Schwarzberg, itd.
Koncertira v številnih državah po Evropi, kot tudi širom sveta. Kot solistka in v komornih sestavih.
2019 je v Bruslju ustanovila umetniški center Cultural Creative Corner, ki ponuja glasbeno, plesno in likovno izobraževanje. Prav tako je stičišče umetnikov, ki tam ustvarjajo, prirejajo koncerte in razstave.
Septembra 2020 je bila povabljena, da prevzame mesto profesorice violine na prestižni British School of Brussels.
Decembra 2020 je v Bruslju ustanovila Bralni Kotiček - prvo knjižnico slovenskih avtorjev in prevodov v slovenščini v Belgiji, ki je dostopna vsem. V knjižnici se enkrat mesečno odvijajo pravljice za slovensko govoreče otroke, živeče v Belgiji. Prav tako to kraj,  namenjen promocini slovenske kulture in avtorjev.